# Frankie Paul
Frankie Paul, született Paul Blake (Kingston, 1965. október 19. – Kingston, 2017. május 18.) jamaicai énekes, zenész.

## Élete
A születésétől fogva vak zenész 1982-ben készítette el első albumát. Ismertebb dalai a "Sara" és a "Worries in the Dance". 1994-től Gambiában élt. 2016 januárjában amputálni kellett az egyik lábát. 2017. május 18-án szülővárosban Kingstonban hunyt el.

## Diszkográfia
- Give The Youth A Chance (1982)
- Pass the Ku-Sheng Peng (1985)
- Tidal Wave (1985)
- Over the Wall (1985)
- Still Alive (1985)
- Shut Up Bway (1986)
- Sara (1987)
- Warning (1987)
- Alesha (1987)
- Fire Deh a Mus Tail (1988)
- Dance Hall Duo (1988)
- Slow Down (1988)
- Frankie Paul at Studio One (1988)
- Veteran (1989)
- Reaching Out (1989)
- Can't Get You Out of My Mind (1990)
- Detrimental (1990)
- Get Closer (1990)
- Start of Romance (1991)
- Best in Me (1991)
- Let's Chill (1991)
- Jamming (1991)
- Should I (1991)
- Money Talk (1991)
- Sleepless Night (1992)
- Hot Number (1992)
- Tomorrow (1992)
- Cassanova (1992)
- Live & Love (1992)
- Sizzling (1992)
- Don Man (1993)
- Talk All You Want (1994)
- Hard Work(1994)
- Time Less (1995)
- If You Want Me Girl (1995)
- Come Back Again (1996)
- Freedom (1996)
- A We Rule (1997)
- Live at Maritime Hall (1999)
- Give Me That Feeling Freedom Blues (1999)
- Forever (1999)
- Rock On (1999)
- Every Nigger Is a Star! (2000)
- Remember the Time (2001)
- I Be Hold (2001)
- Don't Wanna Get Funky (2001)
- Sara (2002)
- Blessed Me (2002)
- Hardcore Loving (2003)
- Asking for Love (2004)
- Who Issued the Guns (2006)
- Are You Ready (2007)
- Best of Friends (2007)
- Tink Say Dem Know Me (2008)
- Most Wanted (2011)